# Смитов карамфилов корал
Смитовите карамфилови корали (Caryophyllia smithii) са вид корали от семейство Caryophylliidae.
Таксонът е описан за пръв път от Чарлз Стоукс през 1828 година.